# Dura ochrias
Dura ochrias är en fjärilsart som beskrevs av Turner 1906. Dura ochrias ingår i släktet Dura och familjen tofsspinnare. Inga underarter finns listade i Catalogue of Life.